# Dovsjön
Dovsjön är en sjö i Mora kommun i Dalarna och ingår i Dalälvens huvudavrinningsområde. Sjön har en area på 0,625 kvadratkilometer och ligger 368,2 meter över havet. Sjön avvattnas av vattendraget Dovsjövasslen.

## Delavrinningsområde
Dovsjön ingår i det delavrinningsområde (676559-139842) som SMHI kallar för Mynnar i Littran. Medelhöjden är 358 meter över havet och ytan är 12,52 kvadratkilometer. Det finns inga avrinningsområden uppströms utan avrinningsområdet är högsta punkten. Dovsjövasslen som avvattnar avrinningsområdet har biflödesordning 5, vilket innebär att vattnet flödar genom totalt 5 vattendrag innan det når havet efter 383 kilometer. Avrinningsområdet består mestadels av skog (82 procent). Avrinningsområdet har 0,86 kvadratkilometer vattenytor vilket ger det en sjöprocent på 6,8 procent.